# 49 Pales
49 Pales (mednarodno ime je tudi 49 Pales) je velik in temen asteroid tipa C v glavnem asteroidnem pasu. 

## Odkritje
Asteroid je odkril Hermann Mayer Salomon Goldschmidt (1802 – 1866) 19. septembra 1857 . Ime je dobil po Pales, ki je bila boginja pastirjev v rimski mitologiji.

## Lastnosti
Asteroid Pales obkroži Sonce v 5,42 letih. Njegova tirnica ima izsrednost 0,233, nagnjena pa je za 3,180° proti ekliptiki. Njegov premer je 149,8 km, okrog svoje osi pa se zavrti v 10,42 urah .